# IM Pegasi
IM Pegasi eller HD 216489 är en dubbelstjärna belägen i den mellersta delen av stjärnbilden Pegasus. Den har en genomsnittlig skenbar magnitud av ca 5,7 och är svagt synlig för blotta ögat där ljusföroreningar ej förekommer. Baserat på parallaxmätning inom Hipparcosuppdraget på ca 11,17 mas, beräknas den befinna sig på ett avstånd på ca 292 ljusår (90 parsek) från solen. Den rör sig närmare solen med en heliocentrisk radialhastighet på ca -14 km/s.

## Observation
Ett ökat allmänt intresse av IM Pegasi beror på dess användning som ledstjärna för Gravity Probe B allmänna relativitetsexperimentet. Den valdes för detta ändamål eftersom dess mikrovågsradioemissioner kan observeras med ett stort radioteleskopnätverk på marken på ett sådant sätt att dess exakta position kan relateras till avlägsna kvasarer genom interferometri.

## Egenskaper
Primärstjärnan IM Pegasi A är en orange till gul jättestjärna av spektralklass K2 III. Den har en massa som är lika med ca 1,8 solmassa, en radie som är ca 13,3 solradier och utsänder energi från dess fotosfär motsvarande ca 54 gånger solen vid en effektiv temperatur av ca 4 600 K.
Följeslagaren, IM Pegasi B, är en gul till vit stjärna i huvudserien av spektralklass dG. Den har en massa och en radie som är mycket lika solens och utsänder energi från dess fotosfär motsvarande ca 0,9 gånger solen vid en effektiv temperatur av ca 5 700 K. Stjärnorna kretsar kring sitt gemensamma barycenter med en period som uppskattas till 24,64877 dygn.

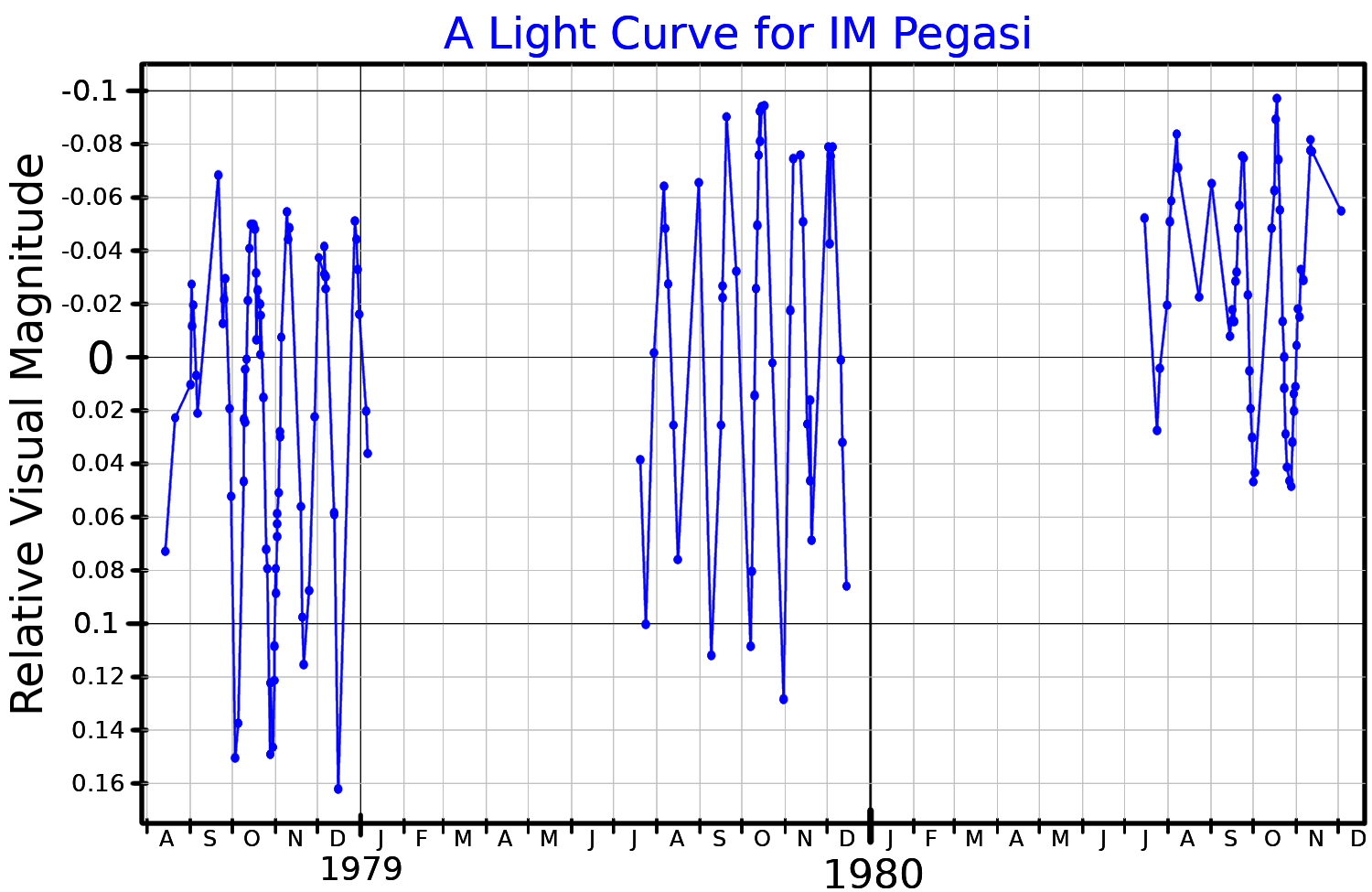
Ljuskurva i visuella bandet för IM Pegasi, anpassad från Eaton et al.(1983)

Variabiliteten hos IM Pegasi beror på den aktiva kromosfären hos den jättelika primärstjärnan, som orsakar ljusstyrkeförändringar på några tiondelar av en magnitud när den roterar.